# Baby Doll - La bambola viva
Baby Doll - La bambola viva (Baby Doll) è un film del 1956 diretto da Elia Kazan. È ispirato al dramma 27 vagoni di cotone di Tennessee Williams.

## Trama

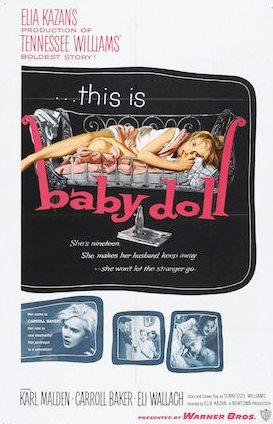
La locandina d'epoca

Angelo, proprietario di una piantagione di cotone nel Mississippi un tempo ricca, è ora in gravi difficoltà economiche. Ha sposato la diciassettenne Bambola ma, secondo quanto pattuito col suocero, ormai morto, deve attendere che diventi maggiorenne per "consumare" il matrimonio. Con la coppia vive anche zia Rosabella, l'anziana zia della ragazza che umilia continuamente l'uomo sia in privato che in pubblico portandolo a indebitarsi per soddisfarne i desideri e a farsi deridere dagli abitanti del paese, a conoscenza che Bambola deve compiere i 21 anni prima di concedersi al marito. Intanto Silva Vacarro, che ha portato l'automazione in città causando la perdita del lavoro per molti braccianti e di fatturazione per diversi imprenditori fra i quali Angelo, vede il proprio cotonificio dato alle fiamme e per proseguire il lavoro chiede aiuto ad Angelo che accetta entusiasta lasciandolo solo in casa con la moglie. Nel frattempo Silva circuisce la giovane riuscendo così a scoprire l'identità del piromane che risulterà essere proprio Angelo.

## Edizione italiana

### Doppiaggio
Come per molti altri classici hollywoodiani, nel doppiaggio italiano i nomi dei personaggi principali vennero modificati: quello interpretato da Karl Malden diventa Angelo, Carroll Baker diventa Bambola e la zia Rose diventa Rosabella; inoltre, il personaggio di Silva Vacarro, che nella versione in inglese è un emigrato di origine italiana, nel nostro doppiaggio diventa sivigliano.

## Critica
(Leo Pestelli su La Stampa del 1º marzo 1957)
(Fernaldo Di Giammatteo)
(François Truffaut)
(Guido Aristarco)

## Riconoscimenti
- Premi Oscar 1957:
- Candidatura per la miglior attrice protagonista a Carroll Baker
- Candidatura per la miglior attrice non protagonista a Mildred Dunnock
- Candidatura per la miglior sceneggiatura non originale a Tennessee Williams
- Candidatura per la miglior fotografia in bianco e nero
- Golden Globe 1957: miglior regista